# Ólafur Darri Ólafsson
Ólafur Darri Ólafsson (Connecticut, 13 maart 1973) is een Amerikaans-IJslandse acteur.

## Biografie
In 1998 studeerde Ólafur af aan The Icelandic Drama School. Daarna was hij verbonden aan het nationaal IJslands toneel en het stadstheater van Reykjavik.
Met zijn rol in de film Rokland wist de acteur in 2011 een Edda Award te winnen. In 2013 volgde een aan het Internationaal filmfestival van Karlsbad gerelateerde Best Actor Award  met zijn optreden in de film XL. Datzelfde jaar won hij ook opnieuw Edda Award. Ditmaal met zijn rol in de film Djúpið (The Deep). In 2021 won hij nogmaals een Edda Award. Nu met zijn acteerwerk in de televisieserie Ráðherrann (The Minister).

### Privé
Ólafur werd als kind van IJslandse ouders geboren in de Amerikaanse staat Connecticut, waar zijn vader geneeskunde studeerde. De familie keerde terug naar IJsland toen Ólafur vier jaar was.
Samen met danseres Lovísa Ósk Gunnarsdóttir heeft Ólafur twee dochters, geboren in 2010 en 2014.

## Filmografie (selectie)
| Jaar        | Titel                                           | Rol                          | Type productie | Opmerkingen     |
| ----------- | ----------------------------------------------- | ---------------------------- | -------------- | --------------- |
| 1997        | Perlur og svín                                  | Bjartmar                     | Film           |                 |
| 2008        | Reykjavík-Rotterdam                             | Elvar                        | Film           |                 |
| 2011        | Rokland                                         | Böddi / Böðvar Steingrímsson | Film           |                 |
| 2012        | Djúpið (The Deep)                               | Gulli                        | Film           |                 |
| 2013        | XL                                              | Leifur                       | Film           |                 |
| 2013        | The Secret Life of Walter Mitty                 | Helikopterpiloot             | Film           |                 |
| 2014        | Banshee                                         | Jonah Lambrecht              | Televisieserie | 2 afleveringen  |
| 2014        | True Detective                                  | Dewall Ledoux                | Televisieserie | 1 aflevering    |
| 2014        | A Walk Among the Tombstones                     | Jonas Loogan                 | Film           |                 |
| 2015        | The Last Witch Hunter                           | Belial                       | Film           |                 |
| 2015 - 2021 | Ófærð (Trapped)                                 | Andri Ólafsson               | Televisieserie | 28 afleveringen |
| 2016        | Zoolander 2                                     | Chassidische man             | Film           |                 |
| 2016        | The BFG                                         | De Meisjesstamper            | Film           |                 |
| 2016        | The Missing                                     | Stefan Anderssen             | Televisieserie | 4 afleveringen  |
| 2017        | Emerald City                                    | Ojo                          | Televisieserie | 7 afleveringen  |
| 2018        | The Meg                                         | The Wall                     | Film           |                 |
| 2018        | Hilda                                           | ?                            | Televisieserie | 13 afleveringen |
| 2018        | The Vanishing                                   | Boor                         | Film           |                 |
| 2018        | Fantastic Beasts: The Crimes of Grindelwald     | Skender                      | Film           |                 |
| 2019        | How to Train Your Dragon: The Hidden World      | Ragnar the Rock              | Film           | Stem            |
| 2019        | New Amsterdam                                   | Burl                         | Televisieserie | 1 aflevering    |
| 2019        | Murder Mystery                                  | Sergei Radjenko              | Film           |                 |
| 2019        | The Dark Crystal: Age of Resistance             | The Archer                   | Televisieserie | 6 afleveringen  |
| 2020        | Eurovision Song Contest: The Story of Fire Saga | Neils Brongus                | Film           |                 |
| 2020        | Assassin's Creed Valhalla                       | ?                            | Videospel      |                 |
| 2020        | Ráðherrann (The Minister)                       | Benedikt                     | Televisieserie | 8 afleveringen  |
| 2022 - 2024 | The Tourist                                     | Billy Nixon                  | Televisieserie | 6 afleveringen  |
| 2022        | Total War: Warhammer III                        | ?                            | Videospel      |                 |
| 2022        | Entrapped                                       | Andri Ólafsson               | Televisieserie | 6 afleveringen  |
| 2023        | Boat Story                                      | Verteller                    | Televisieserie | 6 afleveringen  |
| 2024        | The Darkness                                    | Aki Haraldsson               | Televisieserie |                 |